# Minecraft Legends
Minecraft Legends là một trò chơi hành động chiến lược sắp ra mắt được phát triển bởi Mojang Studios và Blackbird Interactive và được xuất bản bởi Xbox Game Studios. Nó được thiết lập để phát hành cho Microsoft Windows, Nintendo Switch, PlayStation 4, PlayStation 5, Xbox One, và Xbox Series X/S vào năm 2023. Đây là phiên bản phụ của Minecraft.

## Lối chơi
Minecraft Legends là một trò chơi điện tử chiến lược hành động lấy các yếu tố chiến lược làm cốt lõi, nhưng cơ chế của nó được lấy cảm hứng từ các trò chơi hành động. Nó được khám phá dưới góc nhìn của người thứ ba. Trò chơi có cả nhiều người chơi hợp tác và cạnh tranh.

## Phát hành
Trò chơi đã được công bố trong Xbox và Bethesda Games Showcase vào ngày 12 tháng 6 năm 2022. Sau chương trình, một đoạn giới thiệu trên kênh YouTube Minecraft đã xác nhận các nền tảng bổ sung. Nó được phát triển bởi những người tạo ra loạt trò chơi Mojang Studios với sự hợp tác của Blackbird Interactive, một nhóm được thành lập bởi các cựu nhân viên Relic Entertainment, những người được biết đến nhiều nhất với việc phát triển loạt trò chơi chiến lược thời gian thực Homeworld.
Legends là phần phụ mới nhất trong loạt phim, sau Minecraft Dungeons (2020), và hiện đang được lên kế hoạch phát hành vào nửa đầu năm 2023.